# Bernard Arcand
Pour les articles homonymes, voir Arcand.
Bernard Arcand (né à Deschambault le 18 avril 1945, et mort à Saint-Augustin-de-Desmaures le 30 janvier 2009,,) est un anthropologue québécois, professeur du Département d'anthropologie de l'Université Laval, auteur et communicateur. Ses travaux sont principalement consacrés à la « civilisation nord-américaine contemporaine ». Il a écrit plusieurs ouvrages en collaboration avec Serge Bouchard.

## Biographie
Natif de Deschambault, Québec, fils d'Horace Arcand et de Colette Bouillé, il est le frère du réalisateur Denys Arcand, de la criminologue Suzanne Arcand et du comédien Gabriel Arcand. Il fait des études en sciences sociales à l'Université de Montréal (baccalauréat, 1965 ; maîtrise, 1966). Il étudie par la suite à l'Université de Cambridge, où il obtient un certificat (1967) puis un doctorat (1972) en anthropologie sociale. Il est professeur assistant à l'Université de Copenhague en 1971, puis professeur adjoint à l'Université McGill entre 1972 et 1976. Il est tour à tour professeur adjoint, agrégé, puis titulaire à l'Université Laval de 1976 à 2005.
Il est membre du comité de rédaction de la revue Anthropologie et Sociétés entre 1982 et 1987, puis président de la Société canadienne d'anthropologie de 1989 à 1991.
Il publie en 1991 Le Jaguar et le Tamanoir, un essai sur le thème de la pornographie pour lequel il reçoit le Prix du Gouverneur général. En collaboration avec Serge Bouchard, il anime une émission de radio intitulée Le Lieu commun, sur les ondes de Radio-Canada dans les années 1990. Certains textes, extraits de ces émissions, sont publiés entre 1993 et 2003.
« Serge Bouchard et Bernard Arcand ne se prennent pas au sérieux mais travaillent sérieusement. La série Les Lieux communs, c’est du travail d’anthropologue à la portée de tous et qui veut prouver qu’on peut s’intéresser à tout [...]. « Je peux très bien et je devrais toujours être capable d’expliquer à n’importe qui n’importe quoi de ce que je fais comme travail », soutient Bernard Arcand ».
Arcand et Bouchard écrivent une chronique d’humeur intitulée Bien vu !, dans la revue scientifique Québec Science.
Bernard Arcand fut aussi acteur dans le court-métrage « Geneviève » de Michel Brault, en 1965, aux côtés de Geneviève Bujold et Louise Marleau.
En 2019, son ouvrage inédit sur les Cuivas, une tribu de chasseurs-cueilleurs nomades de la Colombie, est publié de manière posthume après avoir été achevé par sa veuve Ulla Hoff, sa collègue Sylvie Vincent et l'anthropologue Serge Bouchard.